# Vitige Tirelli
Vitige Tirelli (Carpi, 21 marzo 1866 – Torino, 7 dicembre 1941) è stato uno psichiatra italiano.

## Biografia
Laureatosi in medicina e chirurgia all'Università di Bologna, dove fu allievo di Augusto Murri, lavorò con Camillo Golgi a Pavia, per poi trasferirsi al Manicomio di Collegno, dove collaborò, tra gli altri colleghi, con Giovanni Battista Pellizzi. Nel 1898, si trasferì alla sede centrale del Regio Manicomio di Torino, nel capoluogo piemontese, istituto del quale, anni dopo, divenne direttore. A Torino, fu inoltre docente presso l'Università degli Studi di Torino. Lavorò anche all'Ospedale Psichiatrico di Racconigi.
A livello di ricerca scientifica, si occupò di psicopatologia, fisiologia, neurologia e biologia, col tempo andando sempre più a specializzarsi nella medicina legale e nella psichiatria forense.
Per quel che riguarda la sua attività filantropica, collaborò con la Società di Patrocinio per Alienati Poveri Guariti, a Torino.
Dal 1934 al 1938, fu presidente dell'Accademia di Medicina di Torino.